# Nikolai Peikó
Nikolai Peikó   (Moscou, 12 de març de 1916 (Julià) - Moscou, 1 de juliol de 1995), nom complet amb patronímic Nikolai Ivànovitx Peikó, rus: Никола́й Ива́нович Пейко́ fou un compositor i professor rus de composició.
Peikó va estudiar composició al Conservatori de Moscou sota la direcció de Miaskovski, graduant-se el 1940, i després va treballar en un hospital militar durant la Segona Guerra Mundial i va ensenyar al Conservatori de Moscou 1942-1949. Després d'haver estat treballant des de 1941-1943 a Ufà en un hospital militar, Nikolai va treballar en part amb Dmitri Xostakóvitx, qui el va influenciar. Des de 1959 fins a la jubilació, Peikó va ser professor de composició al l'Escola Estatal de Música Gnessin i els seus alumnes van incloure Sofia Gubaidúlina i Aleksandr Harutiunian. Nikolai va ser considerat com un important professor de composició i va ensenyar als seus estudiants un cas de dotze tons.
Les primeres obres amb èxit de Nikolai, una suite simpàtica "De les llegendes de Iakuta" (1940). Durant la Segona Guerra Mundial va treballar en un hospital militar i va compondre diverses peces patriòtiques Obertura dramàtica (1941). La primera simfonia (1944-1946) va ser molt apreciada per Miaskovsli i Xostakóvitx. Alguns arxius clàssics de Nikolai són Moldavian Suite for orchestra (1950), The Tsar Ivan's Night, Jeanne d'Arc, Ballada, per piano, Sonata per a piano NO.1, Variacions per a piano, Sonatina per a piano No.2, Bylina, per a piano, Sonata per a piano NO.2, Concert de tríptic per a 2 pianos.
Nikolai va treballar en un gènere de simpatia "pura" composta per música per a obres de teatre composta per música de cambra. Nikolai era més que un compositor tradicional que interpretava música popular als soviets en el seu llenguatge musical. La seva música és coneguda per un so més llunyà i dur amb molta expressió. Un altre sentit de la seva música és conduir ritmes de marxa amb bon humor, també presentats amb el so de les campanes. El 1964 va rebre el títol de treballador d'art en honor de la RSFSR. Nikolai va començar a treballar amb mètodes de 12 notes en els anys seixanta. El 2012 va actuar al festival de música de cambra irlandès-rus a Moscou.

## Reconeixements
Nikolai va guanyar molts premis al llarg de la seva vida, incloent dos premis Stalin per a la seva primera simfonia (1947) i la seva Suite Moldàvia (1950-51). Malauradament, Nikolai és completament desconegut a l'oest, però els seus dos primers CD', i la seva música per a piano i va ser la primera vegada que alguna peça musical de Peyko va ser gravada en una etiqueta occidental (encara que diversos enregistraments soviètics de la seva música han tornat a aparèixer a Occident, per exemple, la posada en escena de The Overcoat de Gogol en els LPs del monitor dels anys 50, o més tard, una fantasia de violí i orquestra a "Brilliant Classics Tretiakov Edition" (un CD de gravacions del CD de 2007, principalment actuacions de transmissió ràdiofonica).

## Obres seleccionades
| - Piano Ballad (1939) - De les llegendes d'Iakutia, suite simfònica (1940, rev. 1957) - Obertura dramàtica (1941) - Sonatina-Folktale for Piano (1942) - Aikhylu, òpera (1942) - Simfonia núm. 1 (1944–45) - Simfonia núm. 2 (1946) - Concert per a piano (1943–47) - De la sèrie simfònica primerenca Rússa (1948) - Suite moldava per a orquestra (1949–50) - Set peces sobre temes del poble soviètic (1950) - Concerto-fantasia per a violí i orquestra número 1 sobre temes finlandesos (1953) - Sonata per a piano núm. 1 (1946–54) - Jeanne d'Arc, ballet després de Schiller (1952–55) - Balada simfònica (1956) - Simfonia núm. 3 (1957) - Sinfonietta (1959) - Capriccio per a orquestra de cambra (1960) | - Quintet de piano (1961) - Quartet No. 1 (1962) - Concerto-fantasia per a violí i orquestra núm. 2 (1964) - Simfonia núm. 4 (1963–65) - Quartet de corda núm. 2 (1965) - One Night of Tsar Ivan, oratorio after Tolstoy (1968) - Simfonia núm. 5 (1968) - Suite per a violí i orquestra (1968) - Decimet (1971) - Simfonia núm. 6 (1972) - Concert-Simfonia (1974) - Sonata per a piano núm. 2 (1975) - Quartet de cordes núm. 3 (1976) - Simfonia núm. 7 (1977) - Poema elegíac per a cordes (1980) - One Night of Tsar Ivan, òpera basada en l'oratorio de 1968 (1982) - Concert Variations per a dos pianos (1983) |

## Enregistraments seleccionats
- Completa la música per a piano. Toccata Classics (TOCC 0104 i 0105)
- Symphonies 4, 5 i 7. Melodiya LPs (1978, 1981).
- Quartets de corda. Melodiya LP (ca.1980.)